# Sankt Veit im Innkreis
Sankt Veit im Innkreis är en ort och kommun  i Österrike. Den ligger i distriktet Braunau am Inn i förbundslandet Oberösterreich, 230 kilometer väster om huvudstaden Wien. 
Kommunen består av sex orter (Ortschaften) (inom parentes invånarantal 1 januari 2024):
- Marlupp (19)
- Pirat (77)
- Pudexing (83)
- Sankt Veit im Innkreis (174)
- Schacher (18)
- Wimhub (24)